# Plocaederus fraterculus
Plocaederus fraterculus är en skalbaggsart som först beskrevs av Martins 1979.  Plocaederus fraterculus ingår i släktet Plocaederus och familjen långhorningar.
Artens utbredningsområde är Paraguay. Inga underarter finns listade i Catalogue of Life.